# Skała z Rynną
Skała z Rynną – jedna ze skał na Januszkowej Górze we wsi Podlesie, w województwie małopolskim, w powiecie olkuskim, w gminie Olkusz. Znajduje się na północno-zachodnim krańcu Płaskowyżu Ojcowskiego na Wyżynie Olkuskiej. 
Skała z Rynną znajduje się w lesie na zachodnich zboczach Januszkowej Góry. Zbudowana jest z twardych wapieni skalistych. Ma wysokość 10–14 m, ściany połogie, pionowe lub przewieszone z filarami, kominem i zacięciem. Jest na niej uprawiana wspinaczka skalna.

## Drogi wspinaczkowe
Jest 13 dróg wspinaczkowych (w tym dwa projekty) o trudności od III  do VI.5 w skali krakowskiej. Cztery z nich są obite stałymi punktami asekuracyjnymi (ringi) i mają stanowiska zjazdowe. Ściany wspinaczkowe o wystawie wschodniej, południowo-wschodniej lub południowo-zachodniej, wśród drzew zapewniających cień.

Skała z Rynną I
1. Lewy rzęch; III, 12 m
2. Projekt; 1r, 12 m
3. Projekt; 12 m

Skała z Rynną II
1. Memento spierdolamento; VI+, 12 m
2. Władca szmat; 4r + ST 	VI.5, 11 m

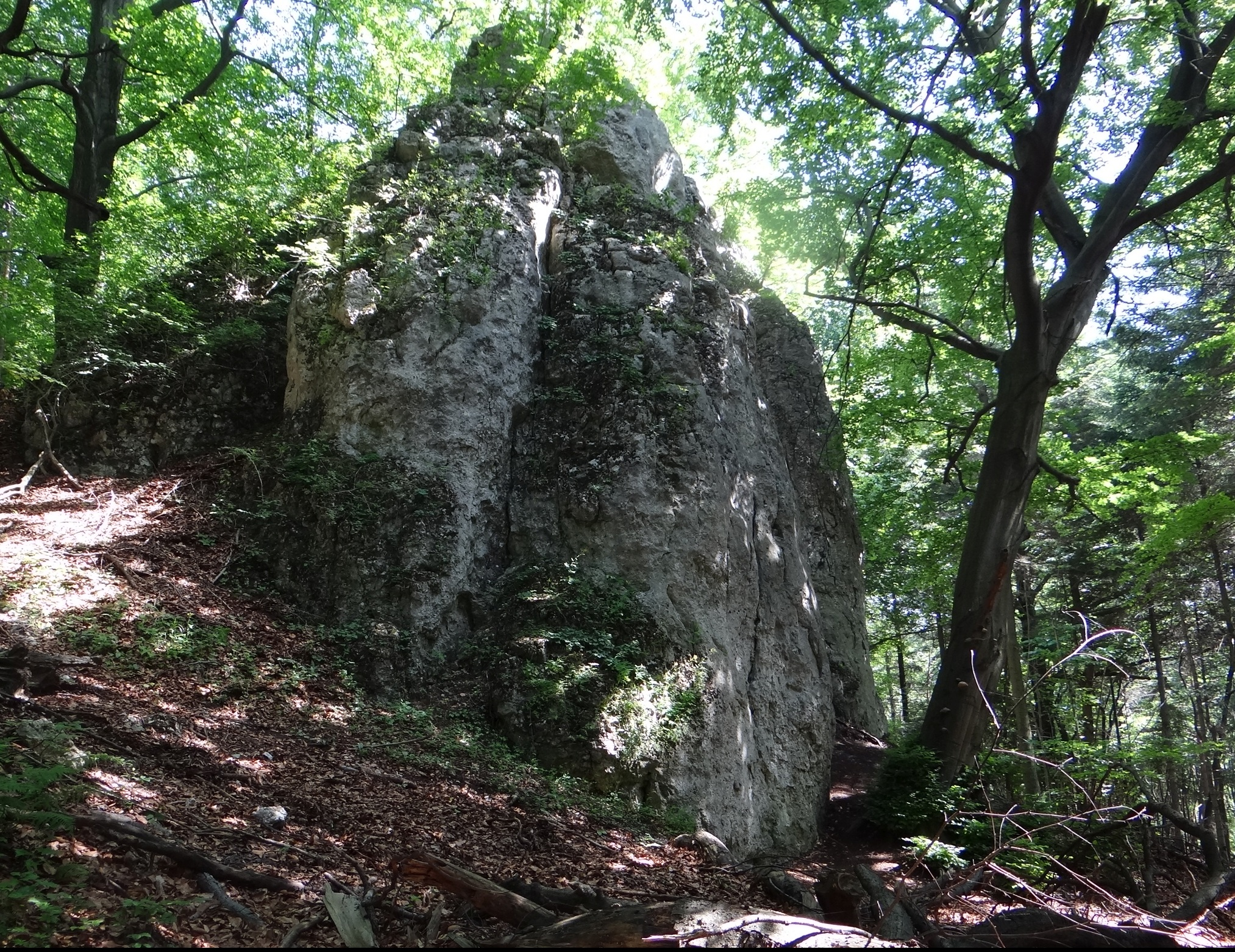
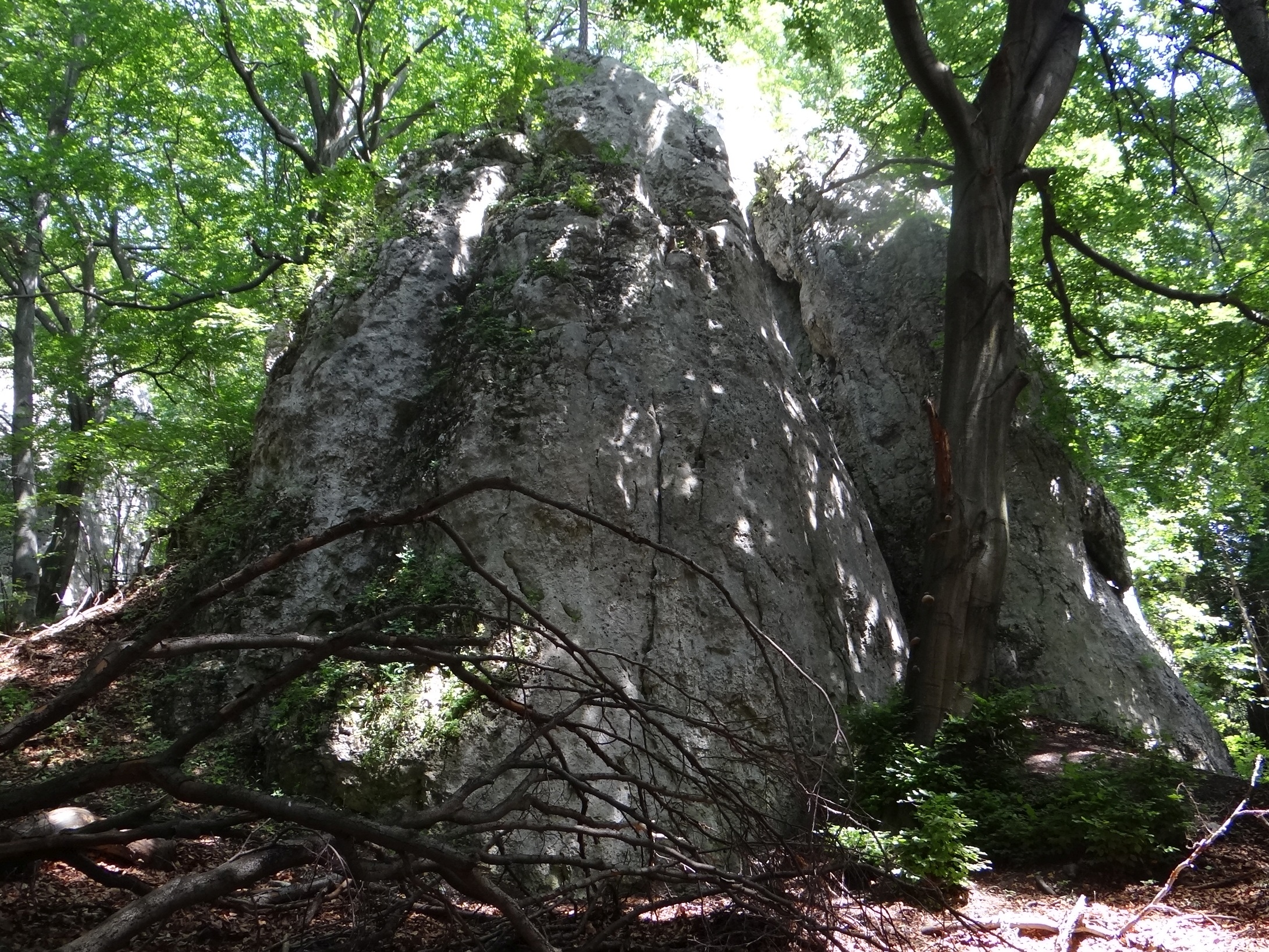
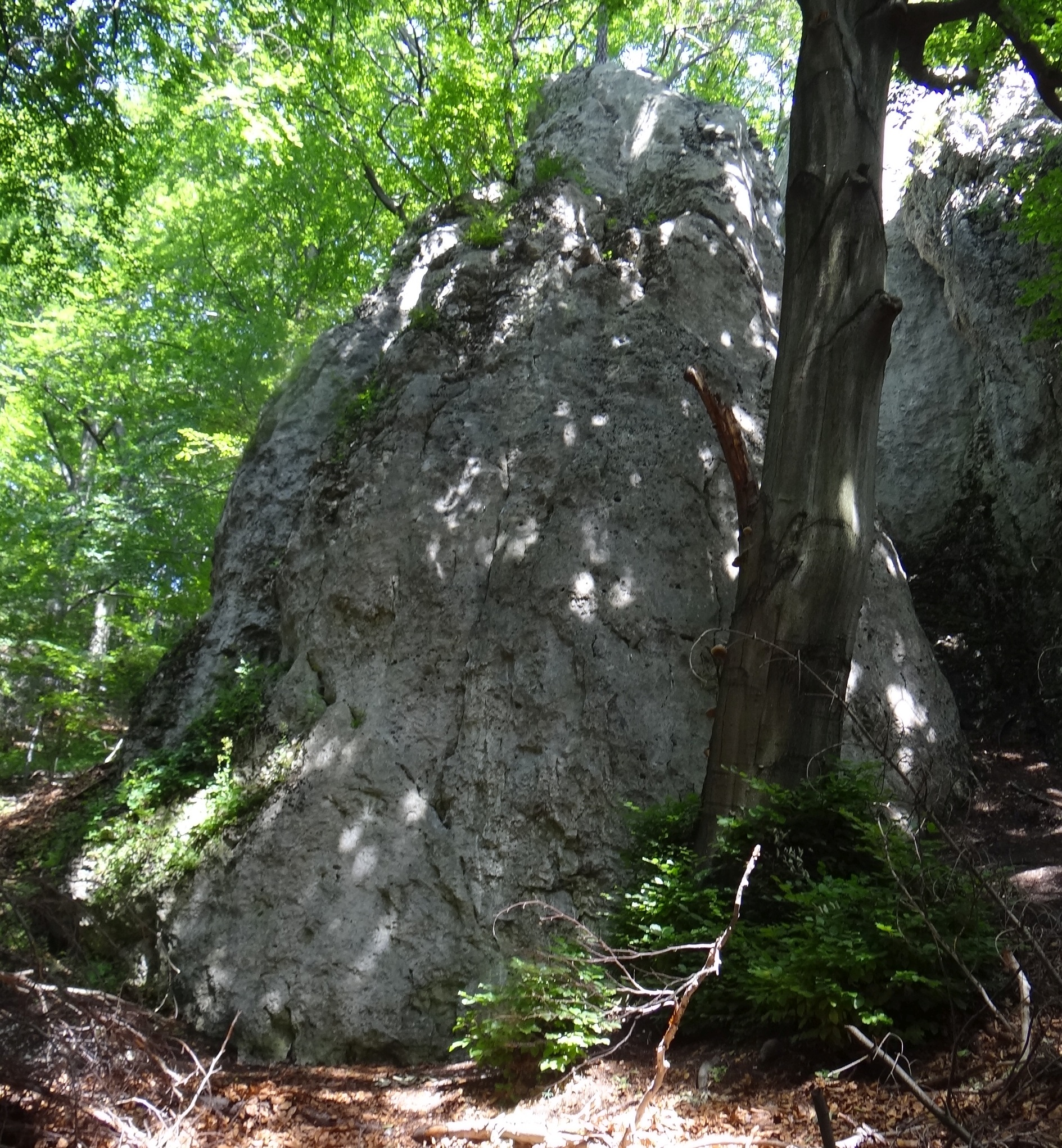
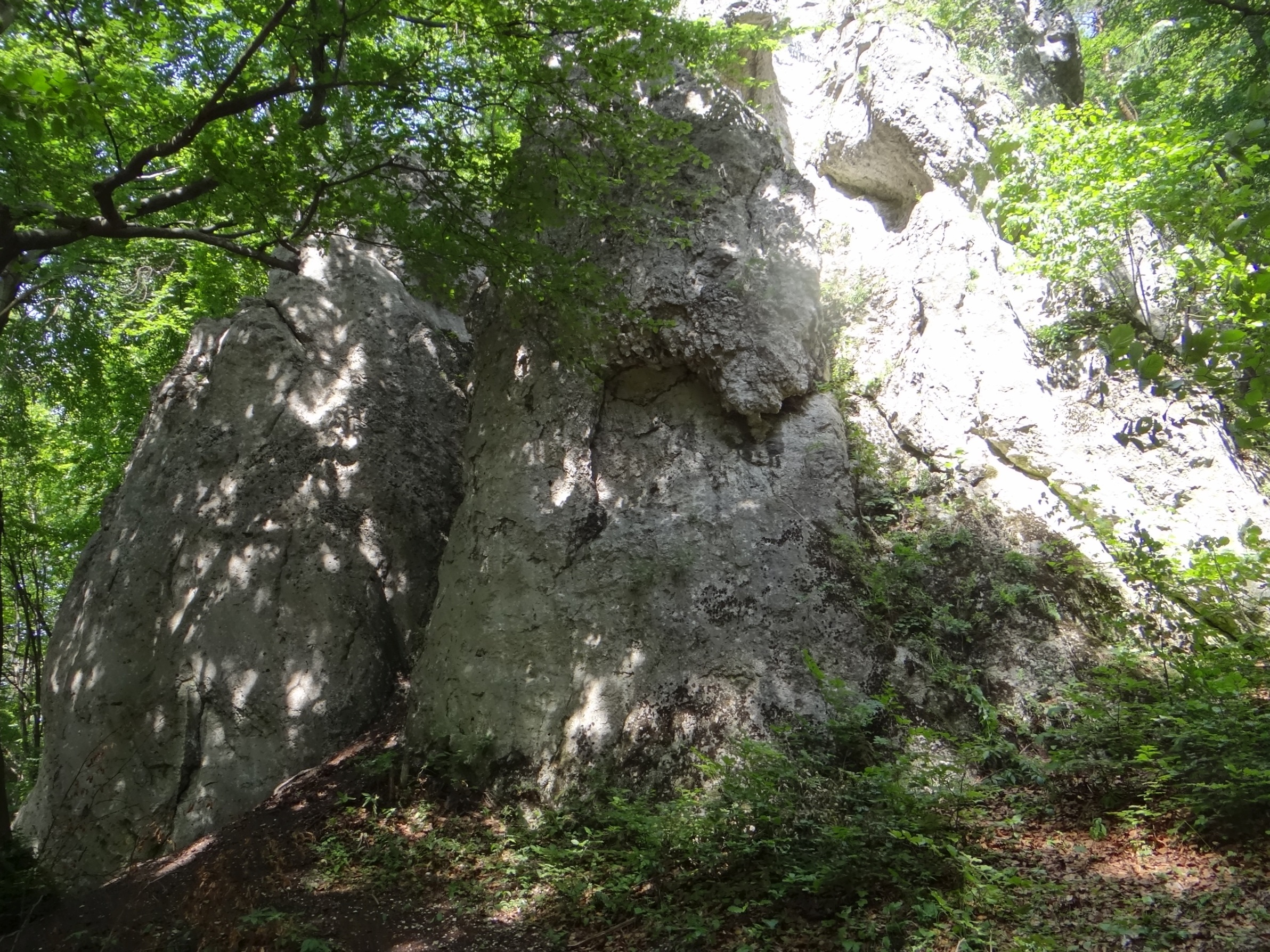
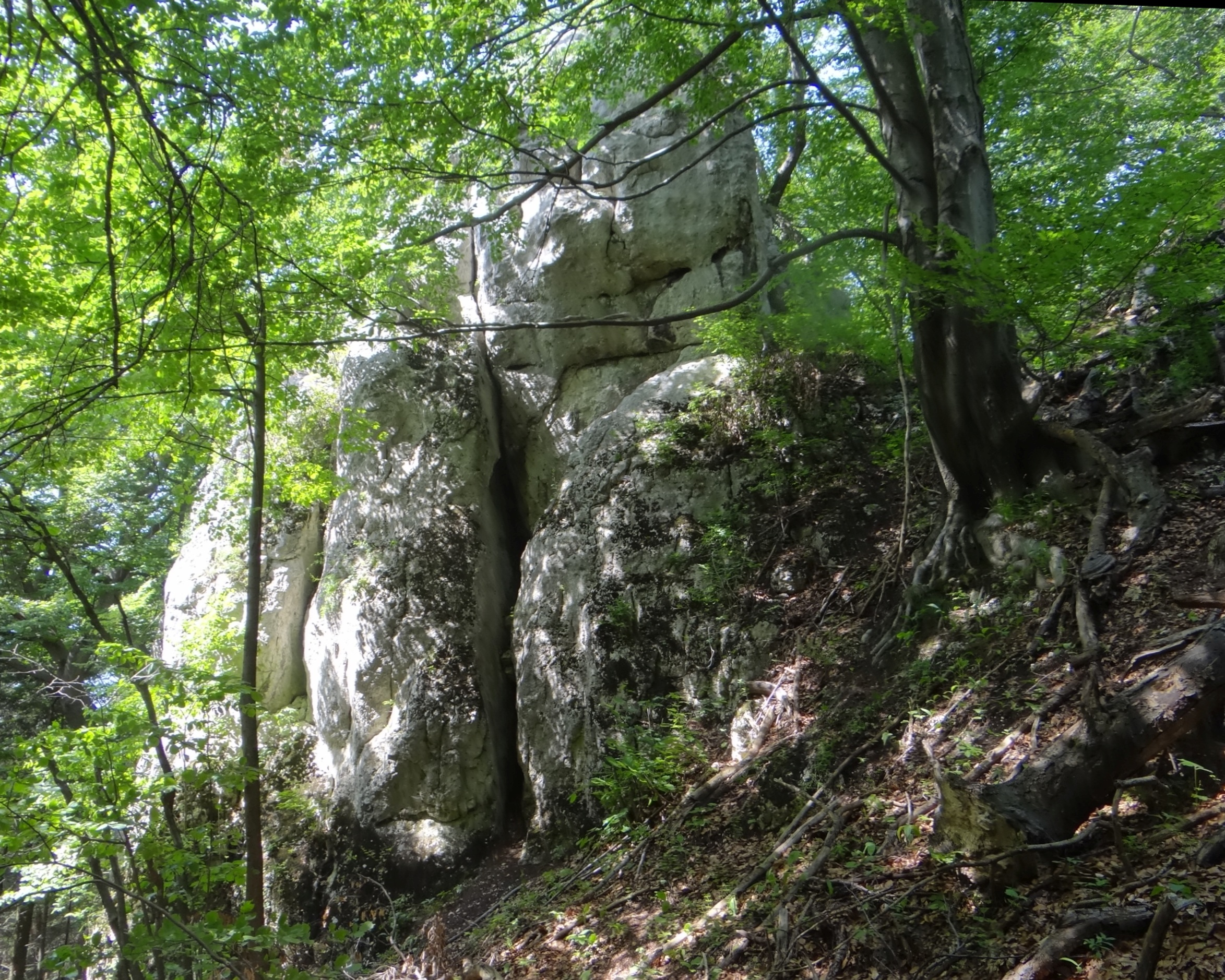

3. Szmatławy komin; V, 13 m
4. Cembrowina; IV, 13 m
5. Baby z wozu; V+, 14 m

Skała z Rynną III
1. Januszkowa rynna; IV, 14 m
2. Prawy chęch; V, 14 m
3. Kiełba we łbie; V+, 13 m
4. Permen King; 4r + ST 	VI.1, 12 m
5. Glory Hole; 4r + ST 	VI.1, 12 m[3].